# ТЕС Ер-Ріяд 13
24°47′11″ пн. ш. 45°37′15″ сх. д. / 24.78639° пн. ш. 45.62083° сх. д.
ТЕС Ер-Ріяд 13 — теплова електростанція в центральній частині Саудівської Аравії, за сотню кілометрів на захід від столиці країни Ер-Ріяду.
В 2019 роках на майданчику станції стали до ладу два парогазові блоки комбінованого циклу, кожен з яких має три газові турбіни, які через відповідну кількість котлів-утилізаторів живлять одну парову турбіну. Загальна чиста потужність ТЕС становить 1800 МВт.
Станція розрахована на використання природного газу, що надходить по трубопроводу Схід – Захід, траса якого проходить поруч з майданчиком ТЕС.
Враховуючи розташування у пустельному районі, ТЕС обладнана системою сухого охолодження.
Видача продукції відбувається по ЛЕП, що працює під напругою 380 кВ.